# ماهی دم‌شکافته
ماهی دم‌شکافته (نام علمی: Pogonichthys) نام یک سرده از تیره کپورماهیان است.